# 阿林娜·科尔涅耶娃
阿林娜·亚历山德罗芙娜·科尔涅耶娃（俄语：Алина Александровна Корнеева，羅馬化：Alina Aleksandrovna Korneyeva，2007年6月23日—），俄罗斯女子网球运动员。在2023年澳大利亚网球公开赛中获得青少年女子单打比赛冠军。

## 个人生活与背景
科尔涅耶娃来自西伯利亚，有时会和她的母亲一起去旅游。她有时候会被称为「小莎拉波娃」。

## 职业生涯

### 2021
科尔涅耶娃在14岁以下欧洲网球锦标赛女子单打比赛中获得亚军，输给了捷克选手特蕾莎·瓦伦托娃（Tereza Valentova）。

### 2022
在2022年的ITF青少年巡回赛上，科尔涅耶娃获得了6个单打冠军，成为当年巡回赛中获得单打冠军最多的选手。科尔涅耶娃于2022年9月在卡萨布兰卡首次赢得ITF女子世界网球巡回赛W15级别赛事，在决赛中击败了芬兰选手劳拉·希耶塔兰塔。

### 2023
在2023年澳大利亚网球公开赛上，科尔涅耶娃与搭档米拉·安德烈耶娃一起进入了青少年女子双打的半决赛，并在女子单打决赛中三盘击败了安德烈耶娃获得冠军，这是她的青少年大满贯首秀便获得了青少年组单打冠军。在决赛前安德烈耶娃说：「她是我真正的好朋友，我最好的朋友。」在2023年法国网球公开赛青少年女子单打比赛上她再夺青少年大满贯单打冠军，成为1990年的玛格达莲娜·马列娃（澳网+法网）以及2013年的贝琳达·本契奇（法网+温网）后第3位连续获得两个青少年组冠军的球员。

## 青少年大满贯决赛

### 单打：2（冠军）
| 结果 | 日期      | 巡回赛             | 场地 | 对手                   | 比分               |
| ---- | --------- | ------------------ | ---- | ---------------------- | ------------------ |
| 胜   | 2023年1月 | 澳大利亚网球公开赛 | 硬地 | 米拉·安德烈耶娃        | 6-7(7-2), 6-4, 7-5 |
| 胜   | 2023年6月 | 法国网球公开赛     | 硬地 | Lucciana Pérez Alarcón | 7-6(6-4), 6-3      |

### 双打：1（亚军）
| 结果 | 日期      | 巡回赛         | 场地 | 搭档     | 对手                             | 比分     |
| ---- | --------- | -------------- | ---- | -------- | -------------------------------- | -------- |
| 负   | 2023年6月 | 法国网球公开赛 | 硬地 | 齋藤咲良 | 蒂拉·卡泰丽娜·格兰特 克莱维·恩诺 | 3-6, 2-6 |